# Bella Forsgrén

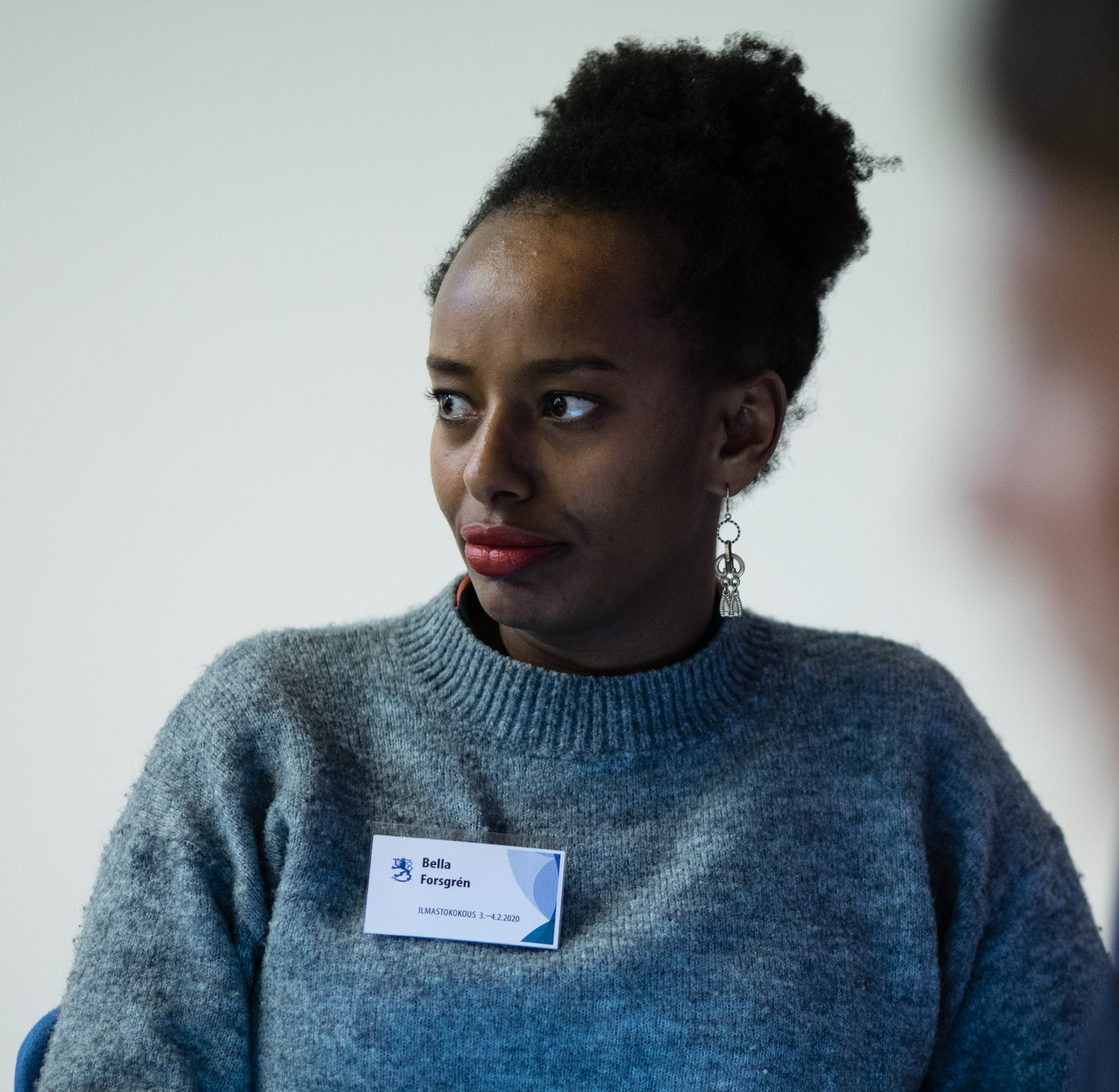
Bella Forsgrén år 2020.

Bella Forsgrén, född 10 februari 1992 i Etiopien, är en finländsk politiker i Gröna förbundet. Hon blev invald i Finlands riksdag i riksdagsvalet i Finland 2019 med 4 351 röster från Mellersta Finlands valkrets. Forsgrén har varit kommunfullmäktigeledamot i Jyväskylä sedan 2017.
Forsgrén föddes i Etiopien och adopterades till Finland som 3-årig. Hon är uppväxt i staden Äänekoski i Mellersta Finland.